# Емельянов, Борис Александрович
Борис Александрович Емельянов, (29 сентября 1903, Воронеж — 3 июня 1965, Москва) — русский советский писатель, журналист и прозаик. Печатался с 1942 года. Член Союза писателей СССР. Автор многих книг, среди которых рассказы о войне и популярные произведения для детей младшего возраста. Неоднократно переиздавался его сборник беллетризованных рассказов о жизни и творчестве Аркадия Гайдара (1948).

## Творческий путь
Б. А. Емельянов родился в Воронеже, предположительно после переезда туда семьи из Москвы. Старшая сестра — писательница Н. А. Козловицкая (1896, Москва — 1987).
В 1924—1925 годах учился в Литературно-художественном институте. Работал журналистом.
Первая книга — сборник рассказов «Возмездие» (1942) об участии партизан в борьбе против немецких оккупантов. Позднее, в аннотации к одной из книг Емельянова писатель А. Г. Алексин отмечал, что её автор «находился в непрестанном поиске и когда работал журналистом в довоенные годы, и когда в годы сражений выступал на страницах военных газет и журналов с огневой публицистикой».
Результатом творческих поисков стали послевоенные книги для детей — «Твой друг. Рассказы об Аркадии Гайдаре» (1948), «Город в лесу» (1949), «Кот и собака» (1954), «Зеленая букашина», «Мечта» (1954), «Дед Макабка» (1957) и многие другие.
В предисловии к одному из переизданий ставших популярными рассказов о Гайдаре (1974) С. В. Михалков написал, что автор подарил читателям «чудесные рассказы, проникнутые глубочайшим уважением к литературному и гражданскому, к творческому и фронтовому подвигу Гайдара».
В 1948 году по случаю открытия памятника Павлику Морозову в Москве Б. А. Емельянов подписал опубликованное в «Пионерской правде» обращение писателей, среди которых были пишущие для детей С. Я. Маршак, В. П. Катаев, С. В. Михалков, Л. А. Кассиль, М. М. Пришвин и другие, с призывом следовать примеру героя.
Умер в Москве 3 июня 1965 года. Похоронен на Новодевичьем кладбище.

## Посмертные переиздания
Отдельные книги:
- Десять книжек под одной крышей — М. Дет. литература, 1966, 560 с.
Тираж книги — 200000 экз.
- Повесть и рассказы разных лет — М.: Сов. писатель, 1973, 480 с.
Тираж книги — 100000 экз. В книгу, кроме художественных произведений, включены воспоминания о встречах с М. М. Пришвиным и Янкой Купалой.
- О смелом всаднике: Гайдар: рассказы о писателе — М.: Мол. гвардия, 1974, 160 с.
Тираж книги — 100000 экз. Книга вышла в серии «Пионер — значит первый».
- Рассказы — М.: Дет. литература, 1989, 127 с. ISBN 5-08-000437-1
Тираж книги — 450000 экз. В книгу (серия «Школьная библиотека») включены Рассказы о Гайдаре и Рассказы о маме.
- Дед Макабка : рассказы — М.: Речь, 2015, 28 с. ISBN 978-5-9268-1861-8
Издание иллюстрировано известным книжным художником Николаем Устиновым[5].

В сборниках:
- Большая книга про собак: рассказы и стихи, легендарные собаки + маленькая энциклопедия — М.: ОНИК-ЛИТ, 2014, 126 с. ISBN 978-5-4451-0356-1